# Riz Ortolani
Riz Ortolani, all'anagrafe Riziero Ortolani (Pesaro, 25 marzo 1926 – Roma, 23 gennaio 2014), è stato un direttore d'orchestra e compositore italiano principalmente di colonne sonore cinematografiche e televisive.
Ha ottenuto due nominations ai premi Oscar: alla miglior canzone ai Premi Oscar 1964 con il brano More, contenuto nella colonna sonora di Mondo cane e la seconda ai Premi Oscar 1971 per il brano Till Love Touches Your Life nel film La valle dei Comanches. Ha vinto un Golden Globe per la migliore canzone originale nel 1966, per la canzone Forget Domani nel film Una Rolls-Royce gialla. Ha vinto inoltre tre David di Donatello su nove candidature e tre Nastri d'argento.

## Biografia
Ultimo di sei fratelli, a dodici anni fu iscritto da suo padre, appassionato di opera lirica, al Conservatorio Gioachino Rossini della sua città natale, dove studiò composizione e flauto. Diplomatosi a 19 anni, entrò nell'orchestra stabile di Pesaro come primo flauto. A 22 anni fu ingaggiato a Roma come pianista in una sala da ballo e successivamente entrò nella Rai come arrangiatore di orchestre radiofoniche. Nei primi anni cinquanta fondò una jazzband e nel 1954 firmò la sua prima trasmissione come direttore d'orchestra per il programma radiofonico Occhio magico.
Tra il 1955 e il 1960 visse prevalentemente all'estero lavorando come direttore d'orchestra in prestigiosi locali da ballo, tra cui il Ciro's di Hollywood; nel 1956 in Messico sposò con rito civile la cantante Katyna Ranieri. Il matrimonio fu trascritto in Italia solo otto anni dopo, con la celebrazione del rito religioso. La coppia ha avuto una figlia Rizia Ortolani. Rientrato in Italia nel 1961, scrisse con Nino Oliviero la colonna sonora per il film di Gualtiero Jacopetti, Paolo Cavara e Franco Prosperi Mondo cane, la cui canzone dei titoli di testa (More) vinse un Grammy e fu candidata all'Oscar come canzone originale.
More fu un enorme successo internazionale e nel giro di pochi anni venne incisa in più di trecento versioni. Ortolani fondò poi un'orchestra di musica leggera che portava il suo nome e con essa girò il mondo proponendo musica propria e di vari altri compositori, realizzando diverse incisioni di dischi 78 giri sotto etichetta RCA Italiana con il cantante Rino Loddo, anche in duetti con Katyna Ranieri. Un'altra sua composizione famosa è quella dei titoli per il film O' Cangaceiro del 1970, diretto da Giovanni Fago.

Katyna Ranieri, moglie di Riz Ortolani, interprete di More e di altri grandi successi

Riz Ortolani è tra i pochi artisti italiani ad aver realizzato composizioni sporadiche, ma anche interi album, per diretta committenza di alcune tra le più rilevanti major discografiche internazionali: da ricordare il 33 giri del 1967 interamente prodotto negli Stati Uniti dalla United Artist "Sound of Christmas", in cui duetta col celebre chitarrista jazz Al Caiola.
Ortolani scrisse oltre 200 colonne sonore, tra le quali un gran numero di western e molti gialli italiani. Tra le sue colonne sonore più note: Il sorpasso (1962), La battaglia di Fort Apache (1964), La settima alba (1964), Danza macabra (1964), Africa addio (1966), I giorni dell'ira (1967), Lo sbarco di Anzio (1968), La valle dei Comanches (1970), Addio zio Tom (1971), Fratello sole, sorella luna (1972), Sette orchidee macchiate di rosso (1972), Una ragione per vivere e una per morire (1972), Non si sevizia un paperino (1972) e Cannibal Holocaust (1980). Ha inoltre composto le colonne sonore di diversi film di Tinto Brass, tra cui Miranda, Capriccio, Paprika, L'uomo che guarda e Fermo posta Tinto Brass, di Damiano Damiani, tra cui Confessione di un commissario di polizia al procuratore della repubblica (1971), Girolimoni, il mostro di Roma (1972) e Io ho paura (1977), nonché di svariati film di Pupi Avati, come Aiutami a sognare (1981), Una gita scolastica (1983), Festa di laurea (1985), Regalo di Natale (1986), Ultimo minuto (1987), Storia di ragazzi e di ragazze (1989), Fratelli e sorelle (1991), Magnificat (1993), Il testimone dello sposo (1997), I cavalieri che fecero l'impresa (2001), Il cuore altrove (2003), La rivincita di Natale (2004), La seconda notte di nozze (2005), Ma quando arrivano le ragazze? (2005).
Ha curato le musiche di diversi sceneggiati televisivi, tra cui soprattutto i più famosi tra quelli diretti da Anton Giulio Majano, come La cittadella (1964), David Copperfield (1965), La fiera della vanità (1967), La freccia nera (1968), E le stelle stanno a guardare (1971), e inoltre di Ritratto di donna velata di Flaminio Bollini e della prima miniserie La piovra, di Damiano Damiani. Nel 2004, nell'ambito del premio Pippo Barzizza, gli è stato assegnato il Trofeo alla carriera in qualità di arrangiatore e compositore. La sua prima opera lirica, Il principe della gioventù, è andata in scena prima mondiale al Teatro La Fenice di Venezia il 4 settembre 2007. Sue musiche sono state usate per i film Kill Bill: Volume 1 nel 2003, Kill Bill: Volume 2 nel 2004, Bastardi senza gloria nel 2009, Drive nel 2011 e Django Unchained nel 2012.
Muore a Roma il 23 gennaio 2014, all'età di 87 anni. Il funerale è celebrato, dopo due giorni, nella basilica di Santa Maria in Montesanto in piazza del Popolo. Per sua volontà le ceneri sono custodite in una scultura a lui dedicata nel cimitero di Pesaro.

## Filmografia
- Le vacanze del Sor Clemente, regia di Camillo Mastrocinque (1955)
- Processo all'amore, regia di Enzo Liberti (1955)
- I miliardari, regia di Guido Malatesta (1956)
- Serenata al vento, regia di Luigi Latini De Marchi (1956)
- Terrore sulla città, regia di Anton Giulio Majano (1957)
- Música de siempre, regia di Tito Davison (1958)
- Siempre estaré contigo, regia di Julián Soler (1959)
- Malesia magica, regia di Lionetto Fabbri (1961)
- Ursus nella valle dei leoni, regia di Carlo Ludovico Bragaglia (1962)
- Flying Clipper - Traumreise unter weissen Segeln, regia di Hermann Leitner e Rudolf Nussgruber (1962)
- Mondo cane, regia di Gualtiero Jacopetti, Paolo Cavara e Franco Prosperi (1962)
- Il sorpasso, regia di Dino Risi (1962)
- Il crollo di Roma, regia di Antonio Margheriti (1963)
- La vergine di Norimberga, regia di Antonio Margheriti (1963)
- La donna nel mondo, regia di Paolo Cavara, Gualtiero Jacopetti e Franco Prosperi (1963)
- Il mondo di notte n° 3, regia di Gianni Proia (1963)
- I tre spietati (El Sabor de la venganza), regia di Joaquín Luis Romero Marchent (1964)
- Una Rolls-Royce gialla (The Yellow Rolls-Royce), regia di Anthony Asquith (1964)
- I sette del Texas, regia di Joaquín Luis Romero Marchent (1964)
- Cavalca e uccidi, regia di José Luis Borau e Mario Caiano (1964)
- La settima alba (The 7th Dawn), regia di Lewis Gilbert (1964)
- Danza macabra, regia di Antonio Margheriti - come Ritz Ortolani (1964)
- La battaglia di Fort Apache, regia di Hugo Fregonese (1964)
- La cittadella, regia di Anton Giulio Majano – miniserie TV, come Ritz Ortolani (1964)
- Le ore nude, regia di Marco Vicario (1964)
- David Copperfield, regia di Anton Giulio Majano – miniserie TV (1965)
- Berlino: appuntamento per le spie, regia di Vittorio Sala (1965)
- A-009 missione Hong Kong, regia di Ernst Hofbauer (1965)
- Doringo! (The Glory Guys), regia di Arnold Laven (1965)
- Il delitto di Anna Sandoval, regia di José Antonio Nieves Conde (1965)
- The Car That Became a Star – cortometraggio (1965)
- Con rispetto parlando, regia di Marcello Ciorciolini (1965)
- Maya, regia di John Berry (1966)
- Africa addio, regia di Gualtiero Jacopetti e Franco Prosperi (1966)
- La spia dal naso freddo (The Spy with a Cold Nose), regia di Daniel Petrie (1966)
- Non faccio la guerra, faccio l'amore, regia di Franco Rossi (1966)
- Operazione Goldman, regia di Antonio Margheriti (1966)
- La ragazza del bersagliere, regia di Alessandro Blasetti (1967)
- Cifrato speciale, regia di Pino Mercanti (1966)
- Tiffany memorandum, regia di Sergio Grieco (1967)
- La cintura di castità, regia di Pasquale Festa Campanile (1967)
- Requiescant, regia di Carlo Lizzani - come Roger Higgins (1967)
- Mal d'Africa, regia di Stanislao Nievo (1967)
- Sette volte donna (Woman Times Seven), regia di Vittorio De Sica (1967)
- I giorni dell'ira, regia di Tonino Valerii (1967)
- La calata dei barbari, regia di Robert Siodmak (1968)
- Buonasera, signora Campbell, regia di Melvin Frank (1968)
- Le calde notti di Lady Hamilton, regia di Christian-Jaque (1968)
- La ruota di scorta della signora Blossom (The Bliss of Mrs. Blossom), regia di Joseph McGrath (1968)
- Lo sbarco di Anzio, regia di Edward Dmytryk e Duilio Coletti (1968)
- Al di là della legge, regia di Giorgio Stegani (1968)
- Banditi a Milano, regia di Carlo Lizzani (1968)
- Tenderly, regia di Franco Brusati
- I morti non si contano (¿Quién grita venganza?), regia di Rafael Romero Marchent (1968)
- Sequestro di persona, regia di Gianfranco Mingozzi (1968)
- Colpo grosso alla napoletana (The Biggest Bundle of Them All), regia di Ken Annakin (1968)
- La freccia nera, regia di Anton Giulio Majano (1968)
- La collina degli stivali, regia di Giuseppe Colizzi (1969)
- La cattura, regia di Paolo Cavara (1969)
- Così dolce... così perversa, regia di Umberto Lenzi (1969)
- Una sull'altra, regia di Lucio Fulci (1969)
- Il dito nella piaga, regia di Tonino Ricci (1969)
- Cinque figli di cane, regia di Alfio Caltabiano (1969)
- Las Bahamas Nassau, regia di José Antonio de la Loma – cortometraggio (1969)
- La donna a una dimensione, regia di Bruno Baratti (1969)
- Indianápolis, regia di José Antonio de la Loma – cortometraggio (1969)
- Islas del Caribe: Barbados, regia di José Antonio de la Loma – cortometraggio (1969)
- Quel negozio di Piazza Navona, regia di Mino Guerrini – miniserie TV (1969)
- La notte dei serpenti, regia di Giulio Petroni (1969)
- Un caso di coscienza, regia di Giovanni Grimaldi (1970)
- La valle dei Comanches (Madron), regia di Jerry Hopper (1970)
- Uomini e filo spinato (The McKenzie Break), regia di Lamont Johnson (1970)
- La ragazza di nome Giulio, regia di Tonino Valerii (1970)
- Ciakmull - L'uomo della vendetta, regia di E.B. Clucher (1970)
- Andrea Doria -74, regia di Bruno Vailati (1970)
- Con quale amore, con quanto amore, regia di Pasquale Festa Campanile (1970)
- Le avventure di Gerard (The Adventures of Gerard), regia di Jerzy Skolimowski (1970)
- O' Cangaceiro, regia di Giovanni Fago (1970)
- Disperatamente l'estate scorsa, regia di Silvio Amadio (1970)
- La colomba non deve volare, regia di Sergio Garrone (1970)
- La prima notte del dottor Danieli, industriale, col complesso del... giocattolo, regia di Giovanni Grimaldi (1970)
- Addio zio Tom, regia di Gualtiero Jacopetti e Franco Prosperi (1971)
- E le stelle stanno a guardare, regia di Anton Giulio Majano – miniserie TV (1971)
- Nella stretta morsa del ragno, regia di Antonio Margheriti (1971)
- Confessione di un commissario di polizia al procuratore della repubblica, regia di Damiano Damiani (1971)
- Il giorno dei lunghi fucili (The Hunting Party), regia di Don Medford (1971)
- Il ragazzo e la quarantenne (Say Hello to Yesterday), regia di Alvin Rakoff (1971)
- La statua, regia di Rod Amateau (1971)
- Il merlo maschio, regia di Pasquale Festa Campanile (1971)
- Non commettere atti impuri, regia di Giulio Petroni (1971)
- Una ragione per vivere e una per morire, regia di Tonino Valerii (1972)
- Non si sevizia un paperino, regia di Lucio Fulci - come Ritz Ortolani (1972)
- Girolimoni, il mostro di Roma, regia di Damiano Damiani (1972)
- L'etrusco uccide ancora, regia di Armando Crispino (1972)
- Abuso di potere, regia di Camillo Bazzoni (1972)
- Fratello sole, sorella luna, regia di Franco Zeffirelli (1972)
- Sette orchidee macchiate di rosso, regia di Umberto Lenzi (1972)
- Joe Valachi - I segreti di Cosa Nostra, regia di Terence Young (1972)
- Tutti fratelli nel west... per parte di padre, regia di Sergio Grieco (1972)
- Gli eroi, regia di Duccio Tessari (1973)
- La coppia, regia di Enzo Siciliano (1973)
- La faccia violenta di New York, regia di Jorge Darnell (1973)
- Il consigliori, regia di Alberto De Martino (1973)
- Il giorno del furore (Days of Fury), regia di Antonio Calenda (1973)
- Bisturi - La mafia bianca, regia di Luigi Zampa (1973)
- Il complotto, regia di René Gainville (1973)
- La morte negli occhi del gatto, regia di Antonio Margheriti (1973)
- Si può essere più bastardi dell'ispettore Cliff?, regia di Massimo Dallamano (1973)

- Cari genitori, regia di Enrico Maria Salerno (1973)
- Dio, sei proprio un padreterno!, regia di Michele Lupo (1973)
- No. Il caso è felicemente risolto, regia di Vittorio Salerno (1973)
- Teresa la ladra, regia di Carlo Di Palma (1973)
- La faccia violenta di New York, regia di Jorge Darnell (1973)
- Chi sei?, regia di Ovidio G. Assonitis (1974)
- L'ultima donna non esiste (There Is No 13), regia di William Sachs (1974)
- Le guerriere dal seno nudo, regia di Terence Young (1974)
- Contratto carnale, regia di Giorgio Bontempi (1974)
- Nuova Guinea, l'isola dei cannibali, regia di Akira Ide (1974)
- Per amare Ofelia, regia di Flavio Mogherini (1974)
- Qui comincia l'avventura, regia di Carlo Di Palma (1975)
- Ritratto di donna velata, regia di Flaminio Bollini (1975)
- Mondo candido, regia di Gualtiero Jacopetti e Franco Prosperi (1975)
- Perché si uccide un magistrato, regia di Damiano Damiani (1975)
- Scandalo, regia di Salvatore Samperi (1976)
- Mimì Bluette... fiore del mio giardino, regia di Carlo Di Palma (1976)
- Natale in casa d'appuntamento, regia di Armando Nannuzzi (1976)
- Io ho paura, regia di Damiano Damiani (1977)
- Casanova & Company (Casanova & Co.), regia di Franz Antel (1977)
- Passi di morte perduti nel buio, regia di Maurizio Pradeaux (1977)
- Sahara Cross, regia di Tonino Valerii (1977)
- Doppio delitto, regia di Steno (1977)
- La ragazza dal pigiama giallo, regia di Flavio Mogherini (1978)
- Le braghe del padrone, regia di Flavio Mogherini (1978)
- Enigma rosso, regia di Alberto Negrin (1978)
- Primo amore, regia di Dino Risi (1978)
- Giallo napoletano, regia di Sergio Corbucci (1979)
- Gegè Bellavita, regia di Pasquale Festa Campanile (1979)
- Cyclone, regia di René Cardona Jr. (1978)
- The Fifth Musketeer, regia di Ken Annakin (1979)
- Contro 4 bandiere, regia di Umberto Lenzi (1979)
- Gli anni struggenti, regia di Vittorio Sindoni (1979)
- Atsalut pader, regia di Paolo Cavara (1979)
- Il corpo della ragassa, regia di Pasquale Festa Campanile (1979)
- Un dramma borghese, regia di Florestano Vancini (1979)
- Letti selvaggi, regia di Luigi Zampa (1979)
- Savana selvaggia (Brutes and Savages), regia di Arthur Davis (1979)
- Vestire gli ignudi, regia di Luigi Filippo D'Amico (1979)
- La casa sperduta nel parco, regia di Ruggero Deodato (1980)
- Vendetta napoletana, regia di Ernst Hofbauer (1980)
- Cannibal Holocaust, regia di Ruggero Deodato (1980)
- L'avvertimento, regia di Damiano Damiani (1980)
- Tutti gli uomini del parlamento, regia di Claudio Racca (1980)
- Nessuno è perfetto, regia di Pasquale Festa Campanile (1981)
- Fantasma d'amore, regia di Dino Risi (1981)
- Aiutami a sognare, regia di Pupi Avati (1981)
- Cappotto di legno, regia di Gianni Manera (1981)
- Miele di donna, regia di Gianfranco Angelucci (1981)
- There Was a Little Girl, regia di Ovidio G. Assonitis (1981)
- Mafalda - Il film, regia di Carlos D. Marquez (1982)
- Valentina, regia di Antonio José Betancor (1982)
- I camionisti, regia di Flavio Mogherini (1982)
- Più bello di così si muore, regia di Pasquale Festa Campanile (1982)
- Porca vacca, regia di Pasquale Festa Campanile (1982)
- La ragazza di Trieste, regia di Pasquale Festa Campanile (1982)
- 1919, crónica del alba, regia di Antonio José Betancor (1983)
- Quer pasticciaccio brutto di via Merulana, regia di Piero Schivazappa (1983)
- Un foro nel parabrezza, regia di Sauro Scavolini – miniserie TV (1983)
- Una gita scolastica, regia di Pupi Avati (1983)
- Zeder, regia di Pupi Avati (1983)
- La piovra, regia di Damiano Damiani – miniserie TV (1984)
- Tuareg - Il guerriero del deserto, regia di Enzo G. Castellari (1984)
- I guerrieri dell'anno 2072, regia di Lucio Fulci (1984)
- Giuseppe Fava: Siciliano come me, regia di Vittorio Sindoni (1984)
- Noi tre, regia di Pupi Avati (1984)
- Impiegati, regia di Pupi Avati (1985)
- Miranda, regia di Tinto Brass (1985)
- Cristoforo Colombo, regia di Alberto Lattuada – miniserie TV (1985)
- Festa di laurea, regia di Pupi Avati (1985)
- L'inchiesta, regia di Damiano Damiani (1986)
- Regalo di Natale, regia di Pupi Avati (1986)
- La Bonne, regia di Salvatore Samperi (1986)
- La sporca insegna del coraggio, regia di Tonino Valerii (1987)
- Capriccio, regia di Tinto Brass (1987)
- Ultimo minuto, regia di Pupi Avati (1987)
- Una casa a Roma, regia di Bruno Cortini – miniserie TV (1988)
- La collina del diavolo, regia di Vittorio Sindoni – miniserie TV (1988)
- I ragazzi di via Panisperna, regia di Gianni Amelio (1988)
- Killer Crocodile, regia di Fabrizio De Angelis (1989)
- Storia di ragazzi e di ragazze, regia di Pupi Avati (1989)
- Gioco al massacro, regia di Damiano Damiani (1989)
- Il ricatto, regia di Tonino Valerii – miniserie TV (1989)
- Il sole buio, regia di Damiano Damiani (1990)
- Una fredda mattina di maggio, regia di Vittorio Sindoni (1990)
- Killer Crocodile 2, regia di Giannetto De Rossi (1990)
- Nel giardino delle rose, regia di Luciano Martino (1990)
- Donna d'onore, regia di Stuart Margolin – miniserie TV (1990)
- La primavera di Michelangelo, regia di Jerry London – miniserie TV (1990)
- Paprika, regia di Tinto Brass (1991)
- Fratelli e sorelle, regia di Pupi Avati (1992)
- L'angelo con la pistola, regia di Damiano Damiani (1992)
- Magnificat, regia di Pupi Avati (1993)
- L'uomo che guarda, regia di Tinto Brass (1994)
- Fermo posta Tinto Brass, regia di Tinto Brass (1995)
- La famiglia Ricordi, regia di Mauro Bolognini – miniserie TV (1995)
- Il testimone dello sposo, regia di Pupi Avati (1997)
- Grandes ocasiones, regia di Felipe Vega (1998)
- La via degli angeli, regia di Pupi Avati (1999)
- Ama il tuo nemico, regia di Damiano Damiani – miniserie TV (1999)
- I cavalieri che fecero l'impresa, regia di Pupi Avati (2001)
- Liebe, Lügen, Leidenschaft, regia di Marco Serafini – miniserie TV (2002)
- Il cuore altrove, regia di Pupi Avati (2003)
- La rivincita di Natale, regia di Pupi Avati (2004)
- La seconda notte di nozze, regia di Pupi Avati (2005)
- Ma quando arrivano le ragazze?, regia di Pupi Avati (2005)
- La cena per farli conoscere, regia di Pupi Avati (2006)
- Il nascondiglio, regia di Pupi Avati (2007)

## Programmi radiofonici Rai
- Occhio magico, varietà di Mino Doletti, con Katina Ranieri e Corrado Lojacono, orchestra di R. Ortolani, presentato da Nunzio Filogamo, trasmessa il 17 giugno 1955.
- Rosso e nero n° 2 di Antonio Amurri, Faele, Ricci e Romano, regia di Riccardo Mantoni, trasmesso il venerdì alle 21 nel 1955 e 1956.
- Città notte di Ezio D'Errico, regia di Anton Giulio Majano, trasmesso il 5 agosto 1956.
- Il destino si chiama Zadig di Antonio Passaro, regia di Anton Giulio Majano, trasmesso il 16 giugno 1956.
- L'arpa d'erba di Truman Capote, musiche di R. Ortolani, regia di Anton Giulio Majano, trasmesso il 22 giugno 1956.
- Il destino di chiamarsi Zadig, favola da Voltaire, canzoni di Riz Ortolani, regia di Anton Giulio Majano, trasmessa il 22 novembre 1956.

## Riconoscimenti
- Premi Oscar 1964: nomination miglior canzone (More) - Mondo cane
- Premi Oscar 1971: nomination miglior canzone (Till Love Touches Your Life) - La valle dei Comanches
- Golden Globe 1966 alla miglior canzone originale (Forget Domani) - Una Rolls-Royce gialla
- Golden Globe 1964: nomination miglior colonna sonora - Buonasera, signora Campbell
- David di Donatello:
  - 2014 - Premio David speciale
  - 2005 - Premio miglior colonna sonora per Ma quando arrivano le ragazze?
  - 2004 - Candidatura miglior colonna sonora per La rivincita di Natale
  - 2003 - Candidatura miglior colonna sonora per Il cuore altrove
  - 1993 - Candidatura miglior colonna sonora per Magnificat
  - 1991 - Candidatura miglior colonna sonora per Nel giardino delle rose
  - 1990 - Candidatura miglior colonna sonora per Storia di ragazzi e di ragazze
  - 1987 - Candidatura miglior colonna sonora per Regalo di Natale
  - 1986 - Premio miglior colonna sonora per Festa di laurea
- Nastro d'argento:
  - 1994 - Candidatura migliore colonna sonora per Magnificat
  - 1987 - Premio migliore colonna sonora per L'inchiesta
  - 1986 - Candidatura migliore colonna sonora per Festa di laurea
  - 1984 - Premio migliore colonna sonora per Una gita scolastica
  - 1981 - Premio migliore colonna sonora per Aiutami a sognare
  - 1972 - Candidatura migliore colonna sonora per Il merlo maschio
- 1990 - Ciak d'oro
  - Candidatura migliore colonna sonora - Storia di ragazzi e di ragazze